# Tobagogorgia hardyi
Tobagogorgia hardyi is een zachte koraalsoort uit de familie Gorgoniidae. De koraalsoort komt uit het geslacht Tobagogorgia. Tobagogorgia hardyi werd in 2007 voor het eerst wetenschappelijk beschreven door Sanchez. 